# Sant'Agata sul Santerno

Sant'Agata sul Santerno (Sant'Êgta en dialecte romagnol) est une commune italienne de la province de Ravenne, dans la région Émilie-Romagne.

## Géographie
Le pays de Sant'Agata est situé sur la rive gauche du fleuve Santerno à 14 mètres d’altitude (devant la mairie), sur la route SS253 San Vitale qui relie Bologne et Ravenne, entre les deux communes de Massa Lombarda (5 km) et Lugo (5 km).

## Histoire

### Du Moyen Âge à 1860
Sancta Agatha est la paroisse la plus antique de la zone et qui remonte à 740 ; érigée sur un temple païen. Le pays se développa autour de l’église dédiée à la sainte martyre Agathe de Catane.
Au XIIe siècle, le territoire de S. Agata était recouvert de forêt : la Magnum forestum comme la décrit la chronique médiévale aire boisée qui s’étend du fleuve Sillaro au fleuve Lamone.
Entre le XIIIe et le XIVe siècle, Sant'Agata fut disputée par les seigneurs locaux, dont les luttes se terminèrent en 1440 et le 23 septembre de cette année-là, le pape Eugène IV céda en fief quelques terres, dont Sant'Agata, à la Maison d'Este de Ferrare pour 11 000 ducas d’or.
Après l’extinction de la dynastie d’Este, en 1598, Sant'Agata et autres territoires de la Basse Romagne, fut dévolu aux états pontificaux et inséré dans la nouvelle Légation de Ferrare (1598-1796).
De 1796 à 1815, soumission aux armées napoléoniennes.
Avec l’annexion de la légation pontificale au royaume de Sardaigne (1859), la commune de Sant'Agata fut incluse dans la province de Ravenne.

### De 1861 à aujourd’hui
En 1863, par décret, le pays prend sa dénomination actuelle de Sant'Agata sul Santerno . En 1866, construction du nouveau pont sur le fleuve Santerno.
De 1885 à 1888, les anses qui formaient le fleuve sur 2,5 km et qui causaient de nombreuses inondations, furent redressées et ses rives relevées par des remblais. Aujourd’hui les anses forment un réservoir naturel d’eau accessible par le canal des moulins d'Imola. La dernière inondation date du 5 décembre 1959.
À la fin du XIXe siècle, la population comptait environ 400 familles, les petits propriétaires possédaient de 3 à 4 hectares de terre consacrés à l’agriculture et particulièrement à la riziculture. Une partie de la population n’avait que des travaux saisonniers pour la récolte des céréales, de la vigne.

## Économie et divers
- En 1967, installation du réseau urbain d’eau potable.
- En 1971, du recensement du territoire il résulte : 27,2 % en agriculture, 32,5 % en industrie et 40,3 % dans le tertiaire.

## Monuments et lieux d’intérêt
- L'église de l’archevêché construite en 1881.
- La tour civique, dite aussi tour de l’horloge, construite sur l’ancienne porte d’accès au château médiéval.
- la mairie, piazza Garibaldi, faisait partie de l’enceinte du château.

## Administration
| Période                                  | Période  | Identité             | Étiquette     | Qualité |
| ---------------------------------------- | -------- | -------------------- | ------------- | ------- |
| 08/06/2009                               | En cours | Luigi Antonio Amadei | Liste civique |         |
| Les données manquantes sont à compléter. |          |                      |               |         |

### Hameaux
San Vitale, Giardino.

### Communes limitrophes
Les communes voisines, Alfonsine, Bagnacavallo, Bagnara di Romagna, Conselice, Cotignola, Fusignano, Lugo et Massa Lombarda forment l' Union des Communes de la Basse Romagne.

## Population

### Évolution de la population en janvier de chaque année
| 1861  | 1901  | 1921  | 1951  | 1961  | 1971  | 1981  | 1991  | 2001  |
| ----- | ----- | ----- | ----- | ----- | ----- | ----- | ----- | ----- |
| 1 601 | 1 952 | 2 087 | 2 205 | 2 367 | 2 258 | 2 085 | 2 002 | 2 131 |

| 2011  | - | - | - | - | - | - | - | - |
| ----- | - | - | - | - | - | - | - | - |
| 2 849 | - | - | - | - | - | - | - | - |

### Ethnies et minorités étrangères
Selon les données de l’Institut national de statistique (ISTAT) au 1er janvier 2010, la population étrangère résidente était de 313 personnes.
Les nationalités majoritairement représentatives étaient :
| Pos. | Pays     | Population |
| ---- | -------- | ---------- |
| 1    | Maroc    | 85         |
| 2    | Roumanie | 80         |
| 3    | Pakistan | 28         |

## Fêtes et évènements
- 5 février : fête de la patronne du pays.
- quatrième dimanche après Pâques : fête de saint Vincent Ferrier.